# Fé bahá'í e ciência
Um dos princípios da Fé Bahá'í é a consumação da harmonia entre religião e ciência: como sendo não apenas possível, mas necessário para um verdadeiro desenvolvimento humano.

## A busca da verdade
Na compreensão filosófica bahá'í, uma verdade não pode anular outra, ou torná-la falsa, mas completá-la. Evidente quando demanda o termo de livre e independente busca da verdade, onde o indivíduo pode através da razão comprovar se esta é ou não uma religião divinamente revelada.
| “ | A ciência deve ser aceita. Nenhuma verdade pode contestar outra verdade. A luz é boa, seja qual for a lâmpada em que brilhe! A rosa é bela, qualquer que seja o jardim em que floresça! Uma estrela tem o mesmo resplendor, quer brilhe do Leste ou do Oeste. Libertai-vos do preconceito; assim amareis o Sol da Verdade, seja qual for o ponto do horizonte em que se levante! Compreendereis que, se a Luz Divina da Verdade brilhou em Jesus Cristo, também brilhou em Maomé e em Buda. O pesquisador fervoroso chegará a esta verdade. Isto é o que significa a "Busca da Verdade". | ” |

## A necessidade da harmonia entre ciência e religião
Em termos abrangentes o complemento entre a ciência e religião torna explícita a essência humana: o poder físico e o poder espiritual; não sendo limitada a meros princípios de questões transcendentais, mas diretamente afetando o estado e comportamento tanto do indivíduo, quanto da comunidade global; sendo a não-regularidade das duas, a origem de negligência, preconceitos e/ou destruição física ou emocional própria e/ou de seus semelhantes.
Trata-se da análise seguinte: a ciência promove o bem-estar material através das invenções, descobertas, cura para doenças, inovações organizacionais e avanços no campo político e social; a religião, em complemento, promove o bem-estar espiritual (humano), através da boa conduta, caráter, virtudes. A primeira está intrinsecamente ligada à segunda, pois a ciência também é feita de humanos, e humanos são feitos de atitudes e pensamentos. O que define essas atitudes, de acordo com esta ideia, é o nível de espiritualidade adquirida através da grandes religiões reveladas.
De acordo com `Abdu'l-Bahá, direta ou indiretamente, todas as virtudes foram ensinadas por Deus, sendo sua prática oriunda da natureza humana, mas seguir os Ensinamentos de Deus diretamente focando a última revelação (religião), torna-se causa de soluções de todos os problemas vigentes na sociedade, e consequentemente, trazendo um maior desenvolvimento material (ciência).

## A ciência e a Fé Bahá'í
Bahá'u'lláh em Seus Escritos encoraja os crentes ao estudo e prática das ciências e artes que sejam úteis e promovam progresso e adiantamento da sociedade. Desaprova toda a ciência que ocasione disputas e confusão na mente humana, que ao invés de facilitar e ajudar a encontrar a verdade, apenas atrapalha.
| “ | Nós vos permitimos conhecer as ciências que vos são proveitosas, não as que acabam em disputas fúteis. | ” |

A evolução científica, segundo os escritos bahá'ís, é um dos sinais da Maioridade ou Maturidade da espécie humana, encontrada nas Escrituras de Bahá'u'lláh, descrito como "filosofia divina" que inclui a abordagem revolucionária para a transmutação de elementos. Demonstrando o sinal de grande expansão do conhecimento humano do futuro.
O "segundo sinal", conforme afirma Shoghi Effendi, é a escolha de uma língua auxiliar e a adoção de uma escrita comum para todos os países (além da nativa) como estabeleceu Bahá'u'lláh.

## Medicina nas Escrituras
Os Escritos bahá'ís simplesmente encorajam o desenvolvimento científico que traz contribuições para a sociedade. Sem mencionar como objeto de desenvolvimento particularmente a medicina, mas que as pessoas devem procurar em todo caso a conselho e ajuda de um médico. ´Abdu'l-Bahá em um de Seus discursos nas duas primeiras décadas do século XX afirmou que a ciência médica ainda está no seu início, e que futuramente certificarão de que a saúde ou cura para as doenças serão efetivas através da própria alimentação.
| “ | Quando médicos de grande perícia desenvolverem a cura das enfermidades através de alimentos, prescrevendo alimentos simples e proibindo às pessoas viverem como escravos de seus apetites lascivos, é indubitável que a incidência de moléstias crônicas e diversificadas será reduzida, e haverá uma imensa melhora na saúde geral de toda a humanidade. Isto está destinado a suceder. Da mesma forma, modificações universais haverão de ser efetuadas no caráter, na conduta e nas maneiras do homem. De acordo com o explícito decreto de Bahá'u'lláh, ninguém deve se desviar dos conselhos de um médico competente. É imperativo que se consulte um, ainda que o próprio paciente seja um renomado e eminente clínico. Em suma, o essencial é que deves preservar tua saúde consultando um médico altamente qualificado. Incumbe a todos procurar tratamento médico e seguir as instruções do clínico, pois isso significa aquiescência ao mandamento divino; na realidade, contudo, quem concede a cura é Deus. | ” |

## Abordagens científicas
Algumas referências científicas encontradas nos Escritos Bahá'ís.

### Origem do universo
Bahá'u'lláh confirma os estudos que atribuem para a história da existência da Terra, não seis mil, mas milhões ou bilhões de anos. De acordo com os ensinamentos bahá'ís a antiga narrativa do Livro de Gênesis teve a qualidade de indicar através do simbolismo, a essencial significação espiritual da história, não devendo portanto, ser levada literalmente. Leva-se em consideração que se esses significados espirituais forem devidamente compreendidos, demonstrarão uma riqueza de compreensão ainda maior.
Sobre a mesma questão, Bahá'u'lláh ensina que, em se tratando de tempo, o universo não teve começo. Com o surgimento de teorias em relação a expansão do universo, esta afirmação encontrada nos escritos bahá'ís pareceu por um longo tempo obscurecida no que se diz respeito principalmente ao Big Bang que atualmente está sendo complementada com a teoria das cordas e a teoria-M, onde os cálculos não incluem ainda um tempo para a origem do universo, mas trata da ligação entre várias forças, como a gravidade e o magnetismo.
Entretanto, é necessário observar que, mesmo antes do Big Bang, já havia partículas isoladas (como os quarks ups e quarks downs) que, mesmo sem formar átomos e elementos químicos, de fato existiam e mais tarde viriam a formar a sopa primordial. Além do mais, considerando a onisciência de Deus, surge uma noção panteísta, na qual o universo é parte integrante de Deus, sendo este infinito e superior ao próprio universo. Assim, as palavras de Bahá'u'lláh podem se referir ao universo e o "pré-Big Bang" enquanto parte de Deus.
| “ | Saiba que uma das verdades espirituais mais obscuras é que o mundo da existência, este universo infinito, não teve começo... Saiba que um criador sem criatura é impossível, um provedor sem aqueles por ele providos não pode ser concebido; pois todos os nomes e atributos divinos demandam a existência de seres. Se pudéssemos conceber um tempo em que não existiram seres, tal imaginação seria a negação da Divindade de Deus. Além disso, a inexistência absoluta não pode tornar-se existência. Se os seres tivessem sido absolutamente inexistentes, a existência não teria vindo a realizar-se. Como, pois, a Essência da Unidade, que é a existência de Deus, é duradoura e eterna - quer dizer, não tem começo nem fim... pode ser que uma das partes do universo, um dos astros, por exemplo, possa vir a existir ou possa desintegrar-se, mas ainda assim existiriam outros infindáveis astros... Como todo astro tem um começo, tem necessariamente que ter um fim, porque toda composição, seja coletiva ou individual, tem necessariamente que se decompor; a única diferença é que algumas decompõem-se rapidamente e outras mais lentamente, mas é impossível que uma coisa composta não seja finalmente decomposta." | ” |

### Evolução

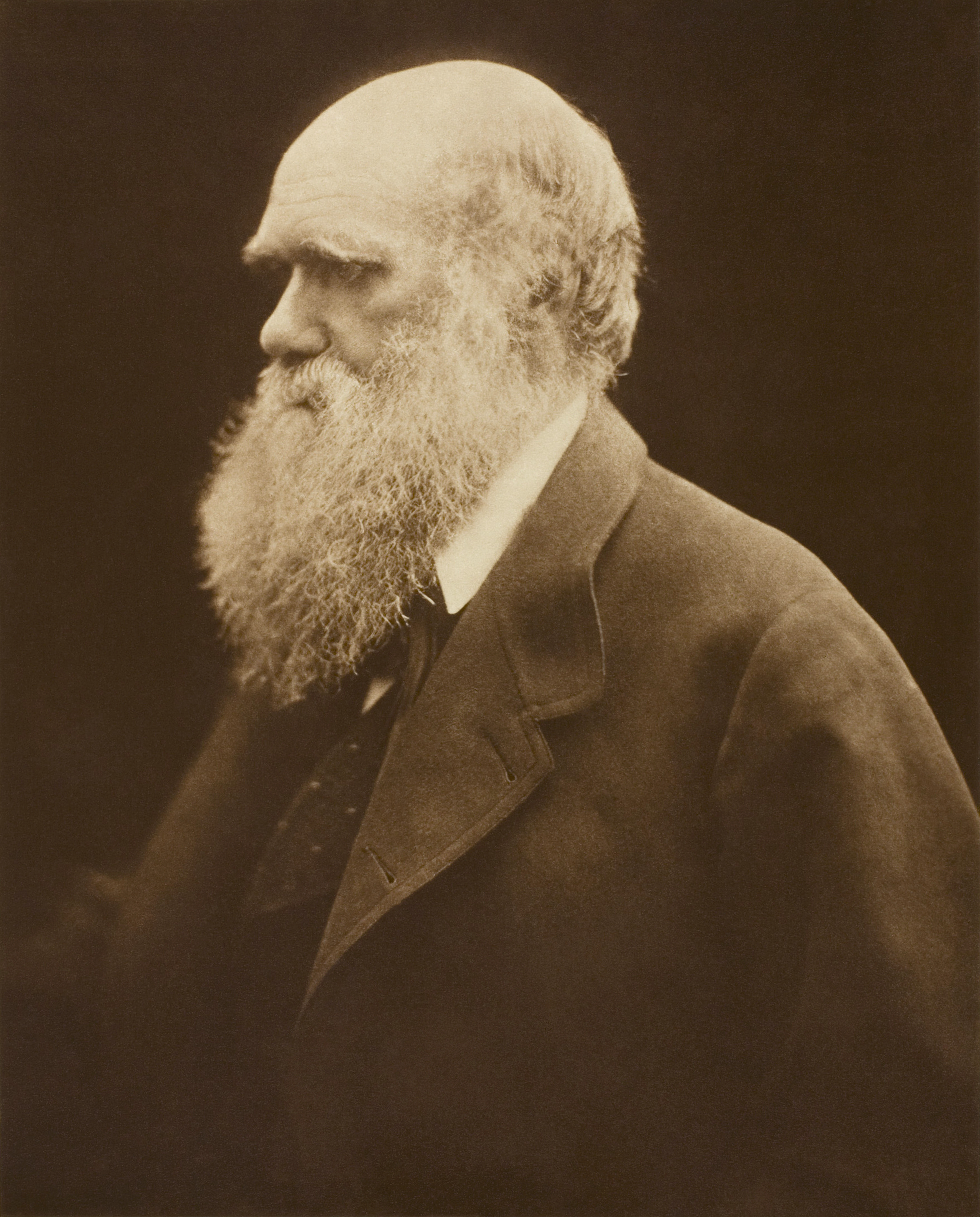
Charles Darwin, famoso inglês naturalista do século 19, que trouxe evidências sobre a evolução

Conforme avançaram os estudos e descobertas referentes à origem do homem, mais forte era a tensão entre a ciência e religião. A teoria da evolução de Darwin abriu caminho para avanços nessa área, como também trouxe à tona um sentimento de insignificância na humanidade, na qual seres humanos poderiam ser considerados animais, sendo contrário às tradições culturais influenciadas pelas religiões monoteístas na época. Além do mais, o conflito se concentrava na crença sobre a verdade da Bíblia.
Baseados na Teoria da Evolução, muitos cientistas argumentam que esta é a explicação adequada para a existência de vida, não havendo razão para a crença em Deus.
´Abdu'l-Bahá descreve extensivamente o assunto, em publicações extraídas de suas palestras, encontram-se Esplendor da Verdade,Palestras em Paris e Promulgação da Paz Universal
De acordo ´Abdu'l-Bahá, a grande aceitação no espírito dos filósofos europeus sobre a teoria de que o homem descende do animal, será futuramente corrigida pelos próprios cientistas, ver [Síntese evolutiva moderna]. A parte fundamental que cabe a Fé, segundo ensinamento de ´Abdu'l-Bahá é que toda a criação teve a mesma origem, e que a partir dessa origem uma completa diversidade foi sendo gerada, sendo este um processo lento e gradual que faz com que se desenvolva todas as criaturas complexas existentes.
| “ | A semente não se torna logo árvore; não é num instante que o embrião se transforma em homem; o mineral não se torna de repente pedra. Não, crescem e se desenvolvem gradativamente até atingirem o limite de sua perfeição. | ” |

Sobre a comparação entre o desenvolvimento individual e o universal, ´Abdu'l-Bahá explica que da mesma forma que um homem deve passar pelo estágio de embrião e feto antes até atingir sua "forma máxima", assim também procede a evolução das espécies, onde cada ser se desenvolve gradativamente, até adquirir sentidos e atributos mais refinados e sensíveis.
| “ | Este globo terrestre – é claro – não apareceu logo de uma vez em sua forma atual, mas sim, gradualmente, esta existência universal veio atravessando fases diversas até atingir sua presente perfeição. Os seres universais são semelhantes aos individualizados, pois ambos estão sujeitos a um mesmo sistema natural, a uma mesma lei universal e organização divina. Verificamos, então, serem os mais pequeninos átomos do sistema universal similares aos maiores seres do universo. .. O embrião humano no ventre materno cresce e se desenvolve gradualmente, aparecendo sob formas e condições diversas, até atingir seu pleno desenvolvimento – época em que manifesta a máxima formosura e graça, em que adquire uma forma perfeita. | ” |

Atualmente considera-se que as plantas e algas surgiram antes dos animais e que antes destas havia abundância de elementos minerais na terra. Assim, cada novo ser carrega consigo certas particularidades dos que o antecederam. Os Escritos Bahá'ís atribui ao ser humano a soma e o equilíbrio entre os elementos existentes do reino mineral, (a atração) vegetal, (o crescimento) e animal (a percepção). O ser humano trás agora o poder da alma, da mente abstrata e do espírito humano em si. Esses poderes são expressos nas escrituras como as abaixo selecionadas: 
| “ | A perfeição de cada ser individual – a perfeição manifesta atualmente no homem ou nos outros seres – no tocante aos seus átomos, membros ou poderes, é devida à composição dos elementos, à sua medida, ao seu equilíbrio, ao método de sua combinação, e à influência recíproca. Quando todos esses elementos se encontram reunidos, o homem existe. | ” |

O Engenheiro Farhang Sefidvash da Universidade Federal do Rio Grande do Sul em um curso ministrado, deixa como definição básica, de acordo com os ensinamentos bahá'ís, um poder específico originado da combinação de elementos:
No reino mineral:

"Mediante este poder de atração a coesão se faz manifesta entre os átomos destes elementos componentes. O ser resultante é um fenômeno contingente de tipo inferior."
No reino vegetal:

"Subamos um degrau e entremo-nos no reino vegetal, onde encontramos que um grau de atração maior se haja feito manifesto entre os elementos componentes que formam o fenômeno. Mediante este grau de atração se produz uma combinação celular entre estes elementos que constituem o corpo de uma planta."
No reino animal:

"Entramos no reino animal e encontramos que o poder de atração uniu os elementos simples como no mineral, mais a combinação celular como no vegetal, mais o fenômeno dos sentimentos ou sensibilidades. Observamos que os animais são capazes de certa associação e camaradagem e que exercitam a seleção natural."
No reino humano:

"Finalmente chegamos ao reino do homem.. No homem encontramos o poder de atração entre os elementos que compõe seu corpo material, mais a atração que produz a combinação celular ou poder de crescimento, mais a atração que caracteriza as sensibilidades do reino animal, mais ainda, mais além e por sobre todos estes poderes inferiores, descobrimos no ser humano a atração do coração, as sensibilidades e afinidades que unem os homens capacitando-os para viver e associar-se em amizade e solidariedade."
Muitas das definições de ´Abdu'l-Bahá estão de acordo com as conceções científicas sobre a evolução, que é uma perspetiva do desenvolvimento da espécie humana, tendo que passar por diversos estágios (como o embrião), incluindo o estágio animal como um processo lento e gradual para atingir as perfeições humanas. Abdu'l-Bahá não questiona os métodos utilizados nesse ramo da ciência, apenas compara os diversos elementos da natureza e seus estágios de desenvolvimento, com a formação e desenvolvimento do ser humano, e que sua origem inicial parte da Vontade do Criador
Essas ideias procuram estabelecer que os seres humanos possuem necessidades adicionais aos dos animais - que lutam por sua sobrevivência. Possuindo além das necessidades físicas, as espirituais, sendo ambos necessários para o verdadeiro progresso individual e coletivo da espécie humana. As condições espirituais são aquelas que transcendem as materiais, fazendo o homem possuidor de maiores poderes que os animais . A Fé Bahá'í considera a influência espiritual no mundo físico visível através das ciências, artes, indústrias, sociedade, etc, bem como atitudes nobres como justiça, bondade, amor, compaixão, etc.
| “ | As ciências, artes, invenções, indústrias, e as descobertas de fatos reais resultam do poder espiritual – poder este que abrange tudo, compreende a realidade de tudo, descobre todos os mistérios ocultos nos seres e, graças a este conhecimento, controla-os, percebendo até coisas que não existem exteriormente, isto é, realidades intelectuais, que não podem ser percebidas pelos sentidos e não têm existência exterior, sendo invisíveis. | ” |

Além de que, considerando a verdade como parte tanto da ciência como da religião,  É necessário para a compreensão de ambos os aspectos humanos: a realidade física e a espiritual, considerar o ser humano como parte da criação, e não apenas como parte do reino animal, relevando dessa forma argumentos acima da simples condição e estruturação animal para a resolução de problemas e conflitos individuais e sociais.
A Fé Bahá'í define ser a Verdade parte da ciência e da religião, e "as duas forças mais potentes na vida humana" de acordo com Shoghi Effendi. . Sob essa ótica, os conflitos individuais e sociais da humanidade devem ser resolvidos quando o ser humano se considerar não apenas como parte do reino animal, mas como parte da criação divina, onde seus objetivos terão que se sobrepor a barreiras artificiais e/ou limitações físicas.

### Vida em outros planetas
| “ | Os eruditos, que fixaram em alguns milhares de anos a vida desta terra, deixaram de considerar, por todo o longo período de sua observação, o número ou a idade dos outros planetas. Pensa, além disso, nas múltiplas divergências que resultaram das teorias propostas por esses homens. Sabe tu, que cada estrela fixa tem seus próprios planetas, e cada planeta, suas próprias criaturas, cujo número homem algum pode computar. | ” |

A astrobiologia define que a vida só pode se constituir na existência de água líquida, caso que não é verificado em muitos planetas. O fato, entretanto, não leva em conta as diferentes idades astronômicas de cada planeta e suas respetivas histórias quanto ao seu passado e futuro biológico. O termo usado 'criatura', não demanda exatamente seres inteligentes, mas qualquer forma de existência. ´Abdu'l-Bahá em suas explicações, refere-se a diferentes formas de vida como "criaturas".
Sustenta-se a ideia ainda de que futuras descobertas poderão levar a considerar essa passagem de forma mais literal. A ideia de que cada estrela possui seus próprios planetas não é controverso, a teoria nebular sugere que uma estrela é formada por corpos que se concentram e orbitam no núcleo, dando origem à estrelas e planetas.

### Existência do Éter
O Éter foi uma substância postulada no final do século XIX como sendo o meio através do qual a luz se propagava. A Experiência de Michelson-Morley em 1887 teve o objetivo de detetar a possível existência do éter, falhou neste objetivo e levou Einstein a definir sua Teoria Especial da Relatividade. Atualmente, com o progresso da física moderna, que inclui Relatividade Geral,  Teoria quântica de campos e Teoria das Cordas, o conceito do éter é considerado totalmente obsoleto como uma teoria científica.
O Éter era originalmente compreendido como o meio pelo qual a luz se propagava, assim como o som necessita de ar para se propagar. Os defensores da teoria do Éter argumentam que a teoria de Einstein simplesmente ignora a possível existência de um meio pelo qual as ondas de luz podem se propagar, qual era a base da teoria do éter.
`Abdu'l-Bahá utiliza o éter como exemplo em uma de suas palestras - com cientistas de seu tempo presentes - na qual teria posteriormente originado controvérsias. O capítulo de Esplendor da Verdade que menciona o éter, explica sobre a diferença das coisas que são "perceptíveis aos sentidos" e aqueles que são "realidades intelectuais", ou seja, não perceptíveis aos sentidos. `Abdu'l-Bahá inclui o éter no grupo das realidades intelectuais, que apesar de ser "calor, luz, eletricidade e magnetismo, é uma realidade intelectual, e não sensível." A Casa Universal de Justiça refere-se ao tema que "em curso, quando os cientistas haviam falhado em confirmar a existência física do éter por experimentos delicados, eles construíram outros conceitos intelectuais para explicar o mesmo fenômeno"; esse fenômeno seria consistente com a categorização de `Abdu'l-Bahá sobre o éter.
Robin Mishrahi em sua publicação intitulada "Éter, Física Quântica e os Escritos Bahá'ís" também argumenta que o uso da palavra provavelmente deve-se ao fato de que a linguagem da mecânica Quântica moderna não existia naquele tempo. Explica também que a mecânica Quântica pode vir a ser uma base ao conceito Bahá'í da unidade entre ciência e religião; ele conclui em sua publicação:
"Como uma observação final deve-se notar as diversas descobertas e teorias científicas citadas nos Escritos Bahá'ís eram ainda desconhecidos aos contemporâneos de Bahá'u'lláh e `Abdu'l-Bahá, Eles obviamente não poderiam ter usado termos técnicos para descrevê-los como aplicados hoje em dia. Ao contrário, Eles tiveram que fazer uso e algumas vezes redefinir conceitos e termos já existentes (exemplo: o conceito do éter ou a ideia dos quatro elementos da antiga filosofia grega) de modo que eles pudessem explicar exatamente o que tinham em mente. A princípio, isto pode dar a impressão que as figuras centrais da Fé realmente não formularam nenhuma ideia nova sobre a realidade física. Quando estudamos Seus Escritos mais profundamente, entretanto, nós entendemos que o caso é porque determinado assunto levantado propositadamente, é tratado de tal maneira que não ofenda Seus os destinatários que acreditam em determinados conceitos científicos contemporâneos (errôneos), e também não empregam nenhuma terminologia que não tenha sido desenvolvida por cientistas contemporâneos."